# Vindaloo
Vindaloo là một món cà ri Ấn Độ phổ biến ở khu vực Goa, 450 năm là thủ đô thuộc địa của Bồ Đào Nha, xung quanh Konkan và nhiều vùng khác của Ấn Độ. Món ăn này cũng bao gồm nhiều biến thể. Tuy nhiên, nó được biết đến trên toàn cầu dưới dạng một món ăn chính tại các nhà hàng Ấn Độ, thường được coi là một món ăn cay, nhiều gia vị.

## Lịch sử
Món "vindaloo" là một món ăn chính tiêu chuẩn của ẩm thực Goa xuất phát từ món ăn Bồ Đào Nha 'carne de vinha d'alhos' '(theo nghĩa đen là "thịt trong nước xốt tỏi"). Thịt thường là thịt lợn ướp trong rượu vang và tỏi. Cơ cấu cơ bản của món ăn Bồ Đào Nha là cách thủy thủ Bồ Đào Nha "bảo quản" nguyên liệu, chứa trong thùng gỗ thay phiên các lớp thịt lợn và tỏi và ngâm trong rượu. Việc này đã được "Ấn Độ hóa" bởi các đầu bếp Goa địa phương với việc thay thế dấm cây cọ cho rượu vang đỏ, và việc thêm ớt khô cùng với các gia vị bổ sung. Nó phát triển thành món ăn địa phương và được phát âm "vindaloo" cho dễ nói hơn. Ngày nay, phiên bản vindaloo của Anh đã mời gọi thịt được ướp trong dấm, đường, gừng tươi và gia vị qua đêm, sau đó nấu với thêm gia vị. Ngày nay biến thể trong các nhà hàng ở châu Âu là thịt được ướp với dấm, đường, gừng tươi và gia vị để qua đêm, sau đó nấu và thêm nhiều gia vị nữa.

## Cách nấu kiểu Ấn Độ và các biến thể
Các nhà hàng ở Goa cung cấp các món ăn truyền thống của Goa phục vụ vindaloo với thịt lợn, là công thức nguyên thủy.Tuy nhiên, các nhà hàng bên ngoài Goa phục vụ vindaloo với thịt gà hoặc thịt cừu, đôi khi được trộn với khoai tây thái nhỏ. Mặc dù từ aloo (आलू) có nghĩa là khoai tây ở tiếng Hindi, vindaloo truyền thống không bao gồm khoai tây.

## Bên ngoài Ấn Độ

Vindaloo với gạo thơm và ớt, nước dừa và đậu tây, bán ở Đức

Vindaloo đã trở nên nổi tiếng ở bên ngoài Ấn Độ, nơi nó hầu như phổ biến trên các thực đơn tại các nhà hàng Ấn Độ. Vindaloo phục vụ trong các nhà hàng của Vương quốc Anh khác với món vindaloo ban đầu; nó chỉ đơn giản là một phiên bản cay hơn là tiêu chuẩn cay trung bình của các món cà ri ở nhà hàng với việc bổ sung giấm, khoai tây và ớt. Biến thể của Anh bắt nguồn từ các nhà hàng ở Anh của người Bangladesh vào những năm 1970.

## Văn hóa
Sự ưa chuộng món ăn này là là cảm hứng lấy tên nó làm tựa cho một bài hát vào dịp Giải bóng đá vô địch thế giới 1998 (Vindaloo của Fat Les, hạng 2 bảng xếp hạng nhạc Anh 1998). Ngoài ra còn có một bài hát của ban nhạc Goa-Trance Anh Green Nuns of the Revolution có tên Two Vindaloos & An Onion Bhagee (Flying Rhino Records 1995).